# 후쿠다 유이치
후쿠다 유이치(일본어: 福田 雄一, 1968년 7월 12일 ~ )는 일본의 극작가, 방송 작가, 각본가, 연출가, 영화 감독이다.
토치기 현 오야마시 출신. 토치기 현립 토치기 고등학교, 세이죠 대학 경제학부 졸업. 세이죠 대학의 학생 극단을 모체로 한 극단 브라보 컴퍼니의 좌장.

## 주요 작품

### 영화

#### 감독·각본
- 오오아라이에도 별은 내린다 (2009년) - 겸 원작
- 극장판 뮤즈의 거울 (2012년)
- 어린이 경찰 (2013년)
- 변태 가면 (2013년)
  - 변태가면 2 (2016년)
- 나는 아직 진심을 내지 않았을 뿐 (2013년)
- 장밋빛 부코 (2014년)
- 죠시즈 (2014년)
- 새벽 까마귀 (2015년)
- 은혼 (2017년)
  - 은혼 2: 규칙은 깨라고 있는 것 (2018년)
- 사이키 쿠스오의 재난 (2017년)
- 첫 키스만 50번째 (2018년)
- 오타쿠에게 사랑은 어려워 (2020년)
- 오늘부터 우리는!! 극장판 (2020년)
- 신해석 삼국지 (2020년)
- 블랙 나이트 퍼레이드 (2022년)

#### 각본
- 역경 나인 (2005년)
- 우리들과 경찰아저씨의 700일 전쟁 (2008년)
- 비여자 도감 〈죽을 수 없는 여자〉 (2009년)
- 카즈라 (2010년) - 이시카와 키타지·츠카모토 렌페이와 공동
- 고교 데뷔 (2011년)
- 닌쿄 야로 (2016년)

### 드라마

#### 연출·각본
- 개 회사 (2007년, BS 후지)
- 33분 탐정 (2008년 8월 ~ 9월, 후지 TV)
- 돌아온 33분 탐정 (2009년 3월 ~ 4월, 후지 TV)
- 프로 골퍼 하나 (2010년 4월 ~ 6월, 요미우리 TV)
- 용사 요시히코와 마왕의 성 (2011년 7월 ~ 9월, TV 도쿄)
- 뮤즈의 거울 (2012년 1월 ~ 6월, 닛폰 TV)
- 어린이 경찰 (2012년 4월 ~ 6월, MBS·TBS)
- 메구땅은 마법 쓸 수 있어? (2012년 7월 ~ 12월, 닛폰 TV)
- 용사 요시히코와 악령의 열쇠 (2012년 10월 ~ 12월, TV 도쿄)
- 텐마 씨가 간다 (2013년 7월 ~ 9월, TBS)
- 재판장님! 배가 고픕니다! (2013년 10월 ~ 2014년 3월, 닛폰 TV)
- 신 해석·일본사 (2014년 4월 ~ 6월, MBS·TBS)
- 아오이 호노오 (2014년 7월 ~ 9월, TV 도쿄)
- 우리가 프로포즈 받지 못하는 것에는, 101개의 이유가 있기 때문이지 (2014년 11월 ~ 2015년 2월, LaLa TV)
- 니체 선생님 (2016년 1월 ~ 3월, Hulu·요미우리 TV)
- 우주의 일 (2016년 9월, Amazon 프라임 비디오)
- 용사 요시히코와 인도하는 7인 (2016년 10월 ~ 12월, TV 도쿄)
- 슈퍼 샐러리맨 사에나이씨 (2017년 1월 ~ 3월, 닛폰 TV)
- 오늘부터 우리는!! (2018년, 닛폰 TV)
- 세인트영맨 (2019년, NHK 종합)
- 딸바보 청춘 백서 (2020년, 닛폰 TV)
- 시무라 켄과 드리프의 대폭소이야기 (2021년, 후지 TV)

#### 각본
- 1파운드의 복음 (2008년 1월 ~ 3월, 닛폰 TV)
- 도쿄 DOGS (2009년 10월 ~ 12월, 후지 TV)
- 도시 전설의 여자 Part2 (2013년 10월 ~ 12월, TV 아사히)
- 내가 싫어하는 탐정 (2014년 1월 ~ 3월, TV 아사히)